# Volkswagen ID.7
Volkswagen ID.7 — электромобиль немецкого автоконцерна Volkswagen, находящийся в производстве с января 2023 года. Пришёл на смену автомобилю с ДВС Volkswagen Passat.
Автомобиль был представлен на выставке CES, которая проходила с 5 по 8 января 2023 года. Его конкурентом является Tesla Model 3.

## История
В 2017 году был представлен концепт-кар Volkswagen I.D. Vizzion, однако в июне 2022 года его название сменилось на Volkswagen ID. Aero. Первый предсерийный экземпляр был представлен в январе 2023 года.
По габаритам автомобиль превосходит Volkswagen Passat и Volkswagen Passat NMS. Колёсная база аналогична Mercedes-Benz W214 и BMW G60. Коэффициент аэродинамического сопротивления автомобиля составляет 0,228.
Размеры экрана мультимедийной системы составляют 15 дюймов. Также автомобиль оснащён климат-контролем. Дефлекторы на приборной панели управляются электрически. Запас хода составляет 700 км.
В 2023 году он получил 5 звёзд в EuroNcar.

## Галерея
| - Вид сзади - Интерьер |